# Эспино, Альфонсо
Луи́с Альфо́нсо Эспи́но Гарси́я (исп. Luis Alfonso Espino García; родился 5 января 1992 года, Сан-Хасито, Уругвай) — уругвайский футболист, защитник клуба «Райо Вальекано».

## Клубная карьера
Эспино — воспитанник клубов «Данубио», «Уракан Бусео», «Мирамар Мисьонес» и «Насьональ». 1 февраля 2014 года в матче против столичного «Расинга» он дебютировал в уругвайской Примере в составе последнего. В 2015 году Эспино помог команде выиграть чемпионат. 24 апреля 2016 года в поединке против столичного «Феникса» Альфонсо забил свой первый гол за «Насьональ». В том же году он вновь стал чемпионом. 14 февраля 2018 года в матче Кубка Либертадорес против аргентинского «Банфилда» Альфонсо забил гол.
В начале 2019 года Эспино перешёл в испанский «Кадис». 16 марта в матче против «Луго» он дебютировал в Сегнуде. 29 сентября в поединке против «Альмерии» Альфонсо забил свой первый гол за «Кадис».

## Достижения
Клубные
 «Насьональ»
- Победитель чемпионата Уругвая (2) — 2014/2015, 2016